# Scleronycteris ega
Scleronycteris ega é uma espécie de morcego da família Phyllostomidae. É a única espécie descrita para o gênero Scleronycteris. Pode ser encontrada no Brasil e na Venezuela.